# Fokkernadel
Eine Fokkernadel ist eine Klammer, die zur Sicherung von Schraubverbindungen vor unbeabsichtigtem Lösen durch Vibrationen verwendet wird.

## Funktionsweise
Die Fokkernadel setzt die Verwendung einer Schraube mit einer Querbohrung am Gewindeende voraus. Auf dieses Gewindeende wird eine Kronenmutter verschraubt. Die einer Sicherheitsnadel sehr ähnliche Fokkernadel wird durch Krone und Gewindeloch geführt, womit die Schraube vor dem Lösen gesichert wird. Der Vorteil der Fokkernadel gegenüber einem Splint ist, dass man sie ohne Werkzeug lösen und weiterverwenden kann. Sie wird zum Beispiel zur Sicherung der Hauptbolzen und Ruderanschlüsse von älteren Segelflugzeugen wie der Schleicher ASK 13 verwendet.

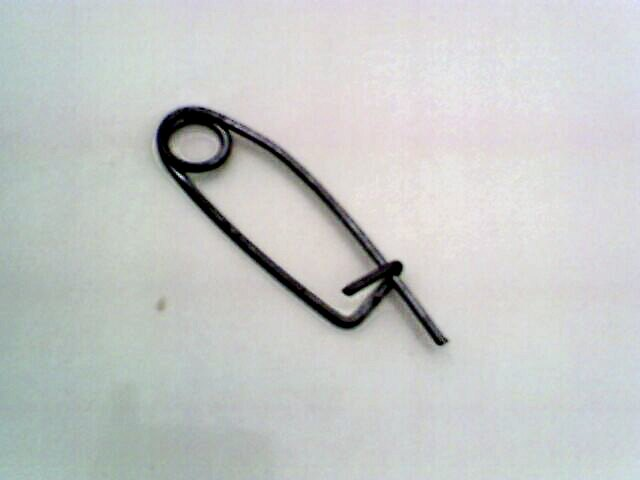
Eine Fokkernadel
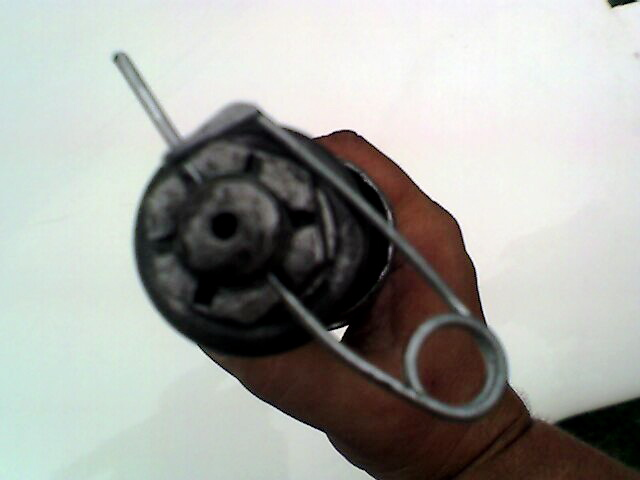
Draufsicht eines Hauptbolzens einer ASK 13 mit Kronenmutter, gesichert von einer Fokkernadel
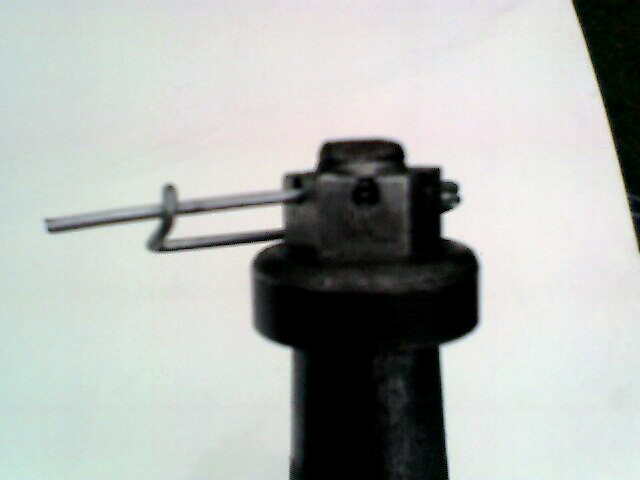
Seitenansicht